# Cour d'honneur de l'hôtel des Invalides
La cour d'honneur de l'hôtel des Invalides, située dans la partie nord de l'hôtel des Invalides, dans le 7e arrondissement de Paris, est une cour symbolique de ce monument.

## Description
Plus grande cour de l'hôtel des Invalides avec ses 102 mètres sur 64, espace central du lieu, cette cour pavée est entourée de quatre corps avec des galeries à arcades sur deux étages. C'est un exemple de l'architecture classique du XVIIe siècle.
L’architecte Libéral Bruand a organisé toute la distribution des lieux autour de la cour d’honneur, espace rectangulaire propice aux rassemblements, fonction toujours d’actualité aujourd’hui. On y rentre par la grande porte de la façade Nord, avec une vue directe sur le dôme des Invalides. Sur les côtés de la cour se trouvent des galeries couvertes et des canons d'artillerie appartenant au musée de l'Armée. À droite et à gauche courent deux galeries qui desservaient auparavant deux grands réfectoires pouvant accueillir jusqu’à 1 500 personnes. Au bout de ces galeries, deux escaliers desservent le premier étage. Étage qui accueillait les chambres des invalides. Aujourd’hui, ces espaces sont dédiés aux expositions permanentes des collections modernes, anciennes et contemporaines du musée de l’Armée. 
Sur la face sud, au premier étage (galerie du midi), se trouve la statue de Napoléon de Charles Émile Seurre. Une autre sculpture, Vive l'Empereur de Charles Édouard Richefeu, se trouve à l'étage, plus discrètement, sur un autre côté. Les murs de la galerie supérieure sont couverts de plaques commémorant les conflits auxquels l’armée française a participé depuis le XIXe siècle.
Certaines partie des façades arborent des cadrans solaires et les soixante lucarnes, œuvres de Libéral Bruand, sont ornées de trophées d'armes et d'attributs militaires ou héraldiques. La signification de ces ornements n’est pas connue avec précision, à l’exception d’une qui suscite un intérêt très particulier :  la cinquième lucarne située à droite du fronton de l'aile orientale, appelée « le loup qui voit », représente un loup jailli des herbes tandis que ses pattes enserrent l'œil-de-bœuf. Au moment de la construction de l’hôtel des Invalides, Louis XIV délègue la tâche à son secrétaire d’État, Louvois. Alors qu’il est très investi dans le projet, Louis XIV lui aurait, selon la légende, interdit d’intégrer ses armoiries dans le décor. Louvois aurait alors fait sculpter sur une des lucarnes de la cour d’honneur un loup (qui) voit. 

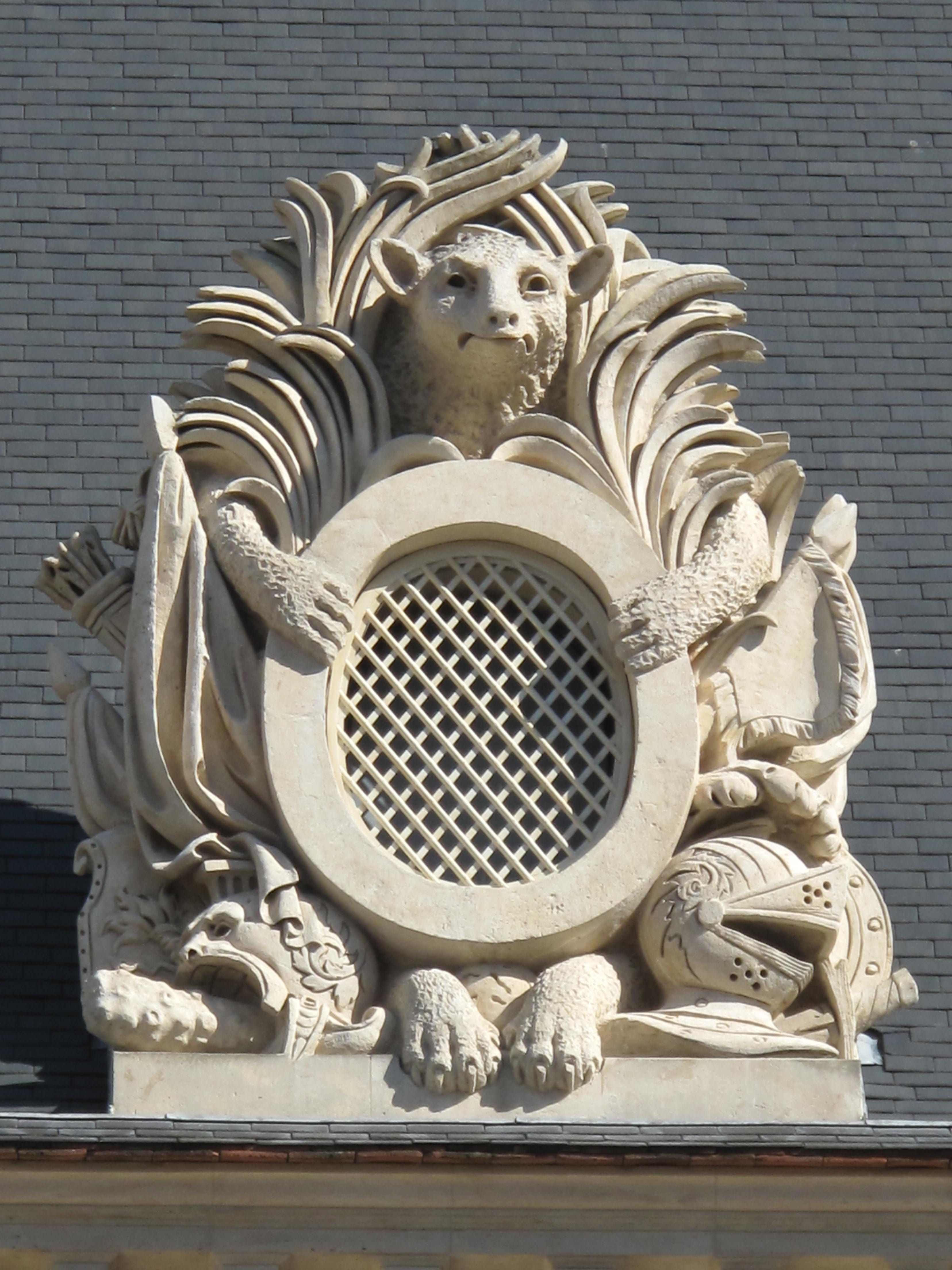
Lucarne du loup qui voit, cour d'honneur de l'hôtel des Invalides.

Le dôme des Invalides, visible par sa hauteur et par sa couleur dorée, fait de la face sud un point d'intérêt apprécié des photographes pour représenter le lieu.
Car il s'agit d'un bâtiment militaire, l'accès de la cour est restreint aux militaires du site et aux visiteurs des musées de hôtel (musée de l'Armée, musée des Plans-reliefs et musée de l'ordre de la Libération). L'entrée du musée de l'Armée et du musée des Plans-reliefs y sont notamment situées.

## Les pièces d'artillerie

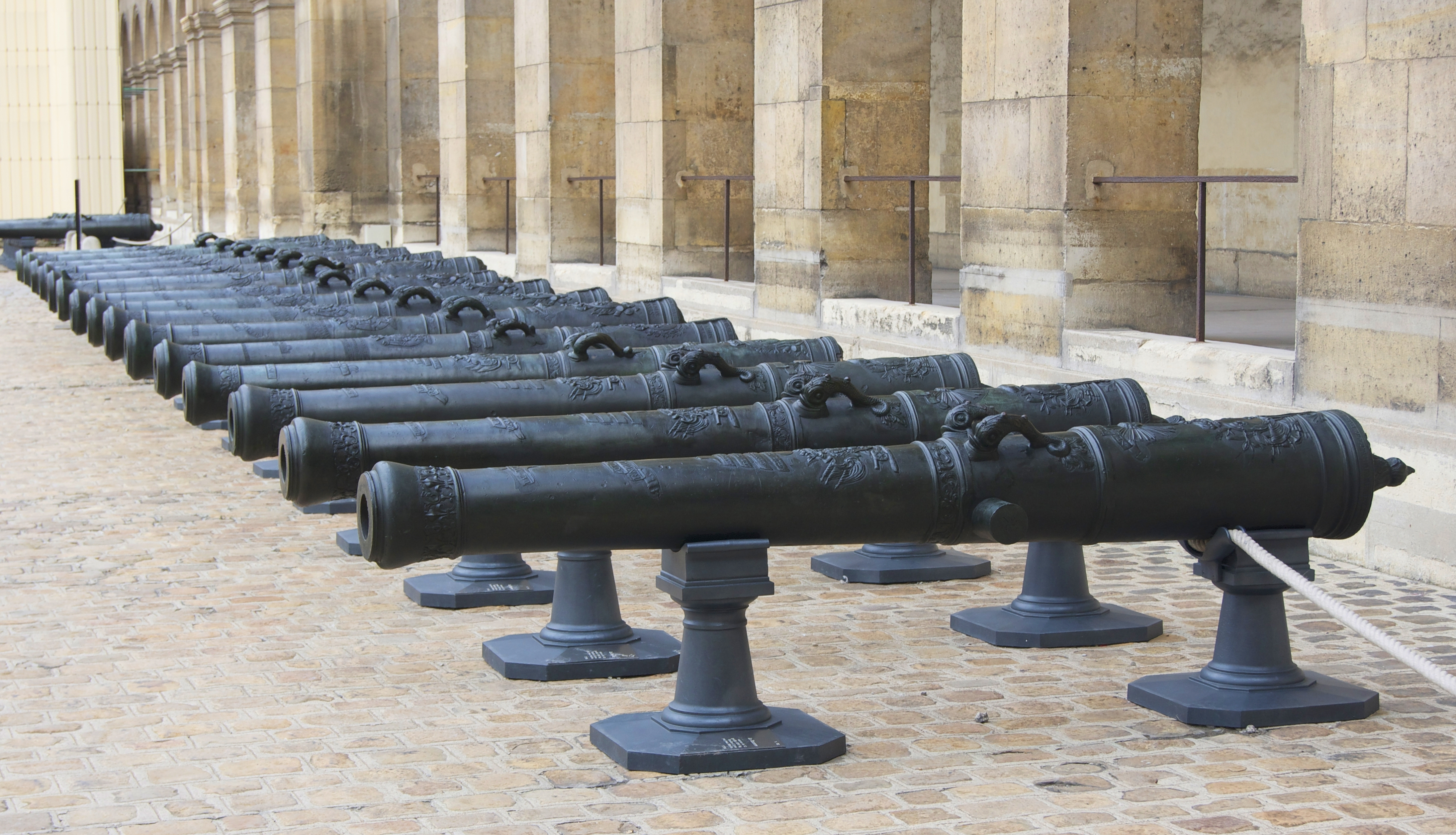
Série de canons de 12 en bronze d'époque Louis XV. Cour d'honneur des Invalides.

Depuis décembre 2007, 60 pièces d’artillerie française (59 canons et 1 canon-obusier) sont présentées dans la cour d’honneur de l’hôtel national des Invalides. Elles sont disposées autour des entrées orient et occident du musée, en 4 rangées de 15 pièces. Toutes sont en bronze.
Ces 60 pièces forment un parcours-découverte de l’artillerie française des XVIIe, XVIIIe et XIXe siècle, soit de Louis XIV à Napoléon III. Ce parcours débute au nord du côté orient de la cour d’honneur, et se termine au nord du côté occident.
La majeure partie des bouches à feu présentées (45 sur 60) est constituée de canons classiques français. Ces canons ont été en usage dans l’armée de terre de 1666 à 1764 et reprirent du service durant la guerre de 1870-1871. Ils sont contemporains de l’hôtel national des Invalides, avec qui ils partagent le style classique et le même souci d’harmonie des formes et des ornementations.

## Travaux de rénovation
En 2018, l’hôtel des Invalides lance des travaux de rénovation dans la cour d’honneur. La pierre, les sculptures et le toit ont en effet fait face aux intempéries et à l'usure du temps. Pour un budget d’environ 22 millions d’euros, plus d’une cinquantaine d’ouvriers spécialisés travaillent sur une surface d’environ 16 hectares.
Le site étant classé monument historique, les travaux sont placés sous la responsabilité d’un architecte en chef des monuments historiques et de l'Opérateur du patrimoine et des projets immobiliers de la culture (OPPIC) : « Les travaux de réfection des 6 400 m² de façades et de 3 800 m² de toiture s'étalent en quatre tranches de seize mois chacune, précise Hugues Wilhelem, chef de projet à l'OPPIC. Commencés il y a six ans, ils devraient s'achever en 2019. On essaie de remplacer la pierre abîmée. Et si la carrière d'origine n'existe plus, on prend de la pierre qui s'en rapproche le plus ».
Les travaux sont d’envergure, ils portent sur les galeries de la cour, la pierre, les menuiseries, la toiture, les sculptures et les cadrans solaires. Il ne s’agit pas des premiers travaux de restauration : les Invalides ont déjà fait peau-neuve au XIXe siècle et deux autres fois au XXe siècle. Mais ces restaurations sont à refaire parce que l’étanchéité est contestée.
En amont des chantiers, un gros travail préparatoire a été réalisé pour créer des bâches décoratives. La cour d’honneur accueille de nombreux événements, il était donc nécessaire de restituer la beauté des lieux.
Terminés en 2020, ces travaux ont été possible grâce au Protocole Culture-Défense : restaurer le patrimoine militaire, témoin de l’histoire de France.

## Les hommages
L'hôtel des Invalides, lieu parisien emblématique de l'armée française, et cette cour en particulier, sont habituellement utilisés pour rendre hommage aux militaires tués dans l'exercice de leurs fonctions ou en opérations, dans un cérémoniel partant du pont Alexandre-III proche, et pour les cérémonies militaires.

## Les événements culturels
Grâce à ses dimensions, la cour d'honneur est largement exploitée par les différentes institutions qui résident dans l’hôtel des Invalides. Le musée de l’Armée, notamment, il organise plusieurs événements :
- La sainte-Barbe, fête des artilleurs célébrée le 4 décembre qui donne lieu à des démonstrations de manœuvres de canon dans la cour
- La nuits aux Invalides, un spectacle de son et lumière projeté sur la façade de la cour d'honneur
- Des opéras en plein air : les Noces de Figaro en 2017, Carmen en 2018, Tosca en 2019, un opéra pour enfant ainsi que Madame Butterfly en 2021
- Assasin's Creed, jeu immersif durant lequel les visiteurs doivent percer le secret de Napoléon, le tout en découvrant les lieux mythiques des Invalides
- Napoléon ? Encore ![7] Exposition d'art contemporain du 19 mai 2021 au 13 février 2022. Certaines œuvres étaient exposées dans les galeries de la cour d'honneur.

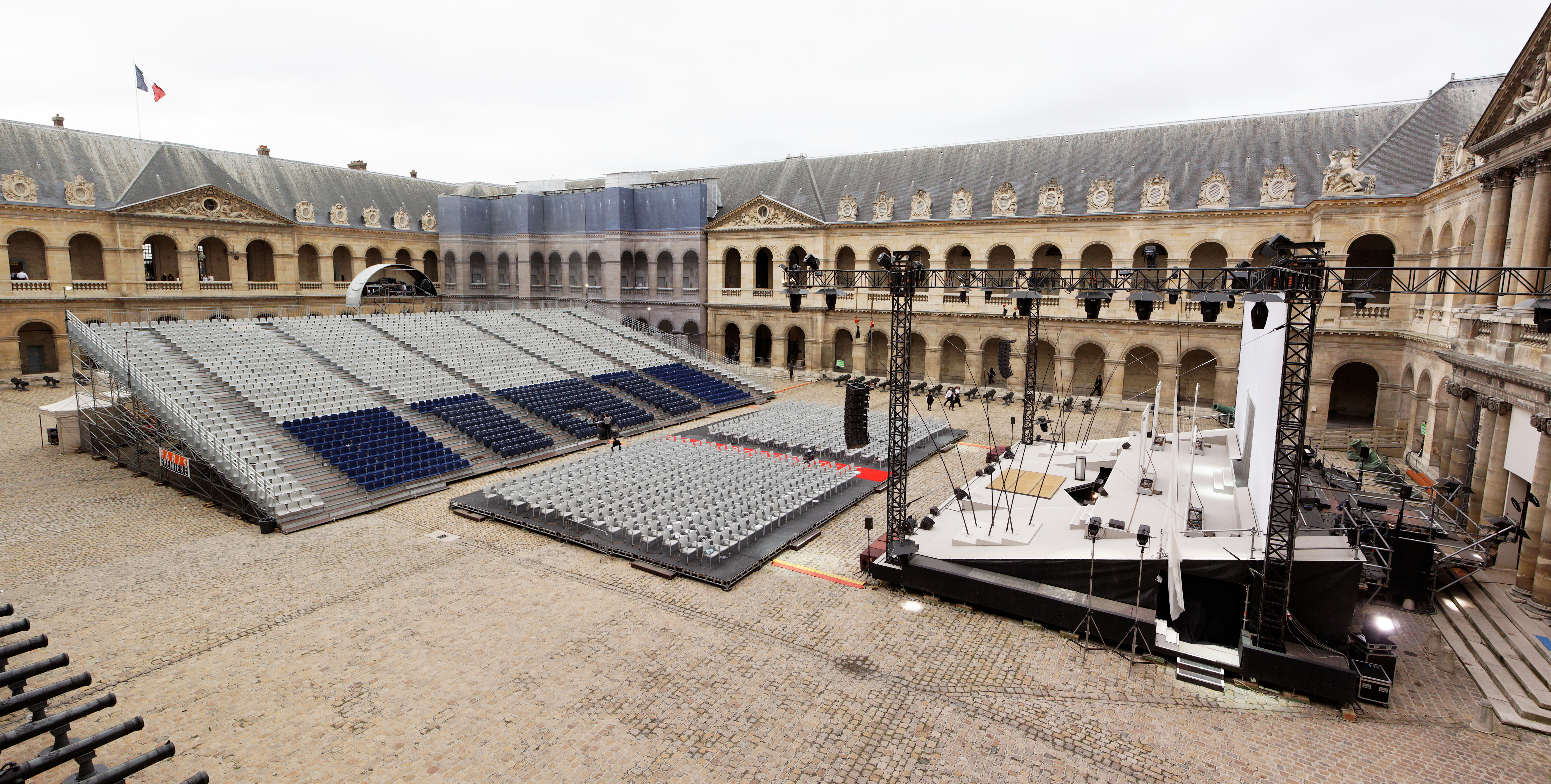
Structure pour accueillir l'opéra en plein air dans la cour d'honneur, 2011.
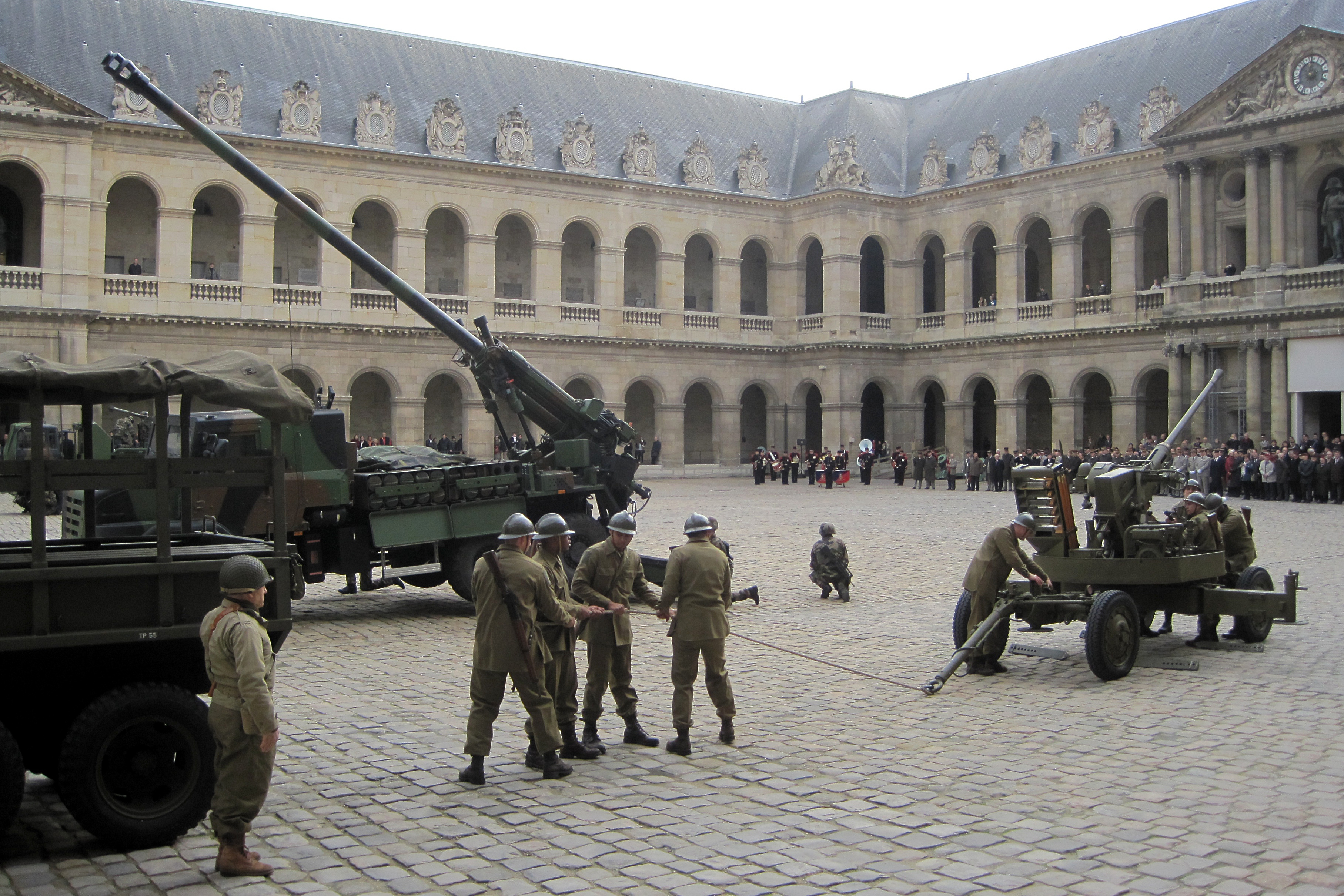
Fête de la Sainte-Barbe dans la cour d'honneur.

## Culture populaire
- La fin du film Les Aventures de Rabbi Jacob (1973) se déroule dans la cour de l'hôtel des Invalides.
- La fin du Guignolo (1980) se déroule dans la cour de l'hôtel des Invalides. Le dôme n'a pas encore été redoré.

## Galerie

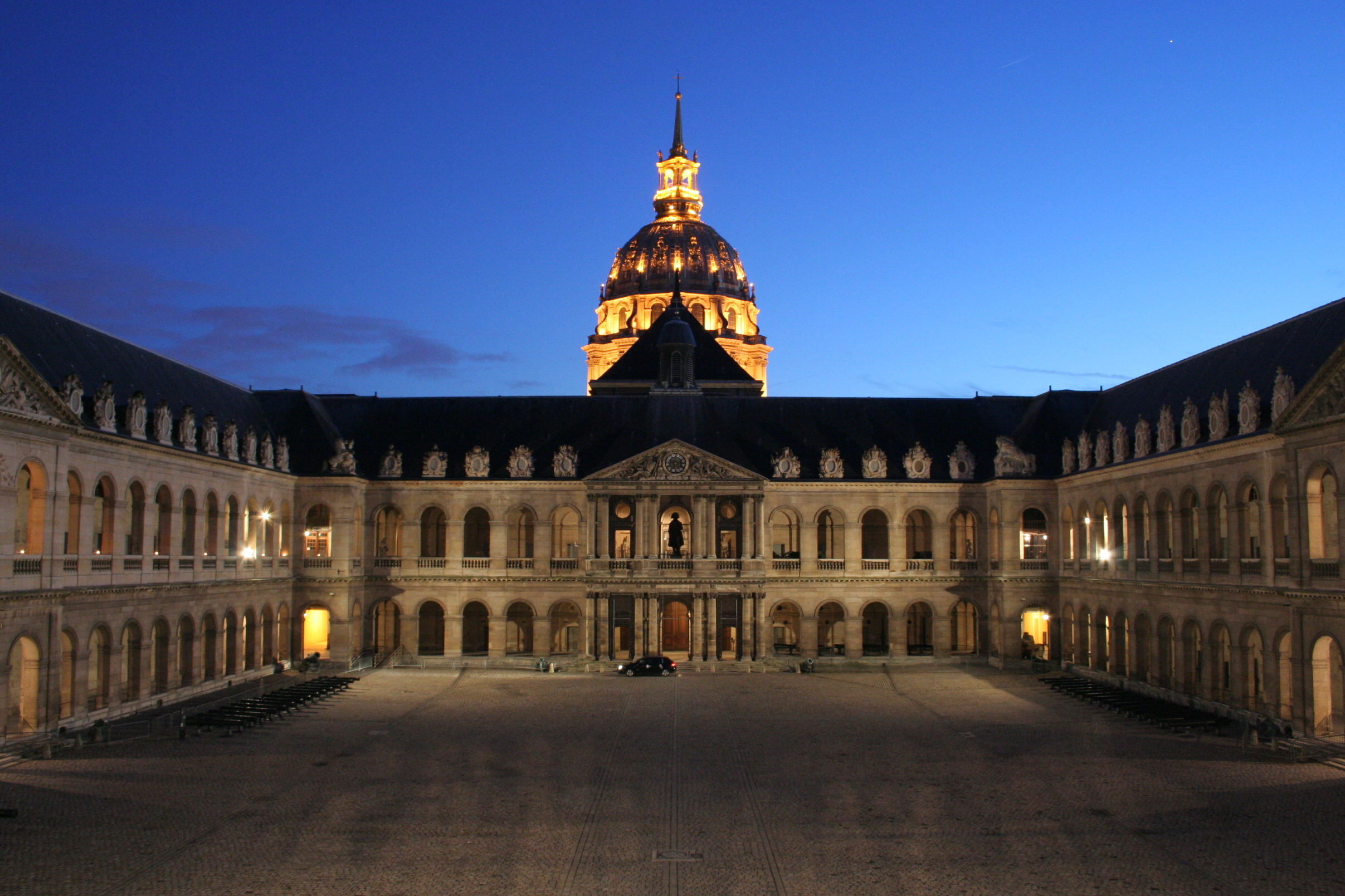
La face sud de la cour d'honneur, de nuit, avec la statue de Napoléon visible.
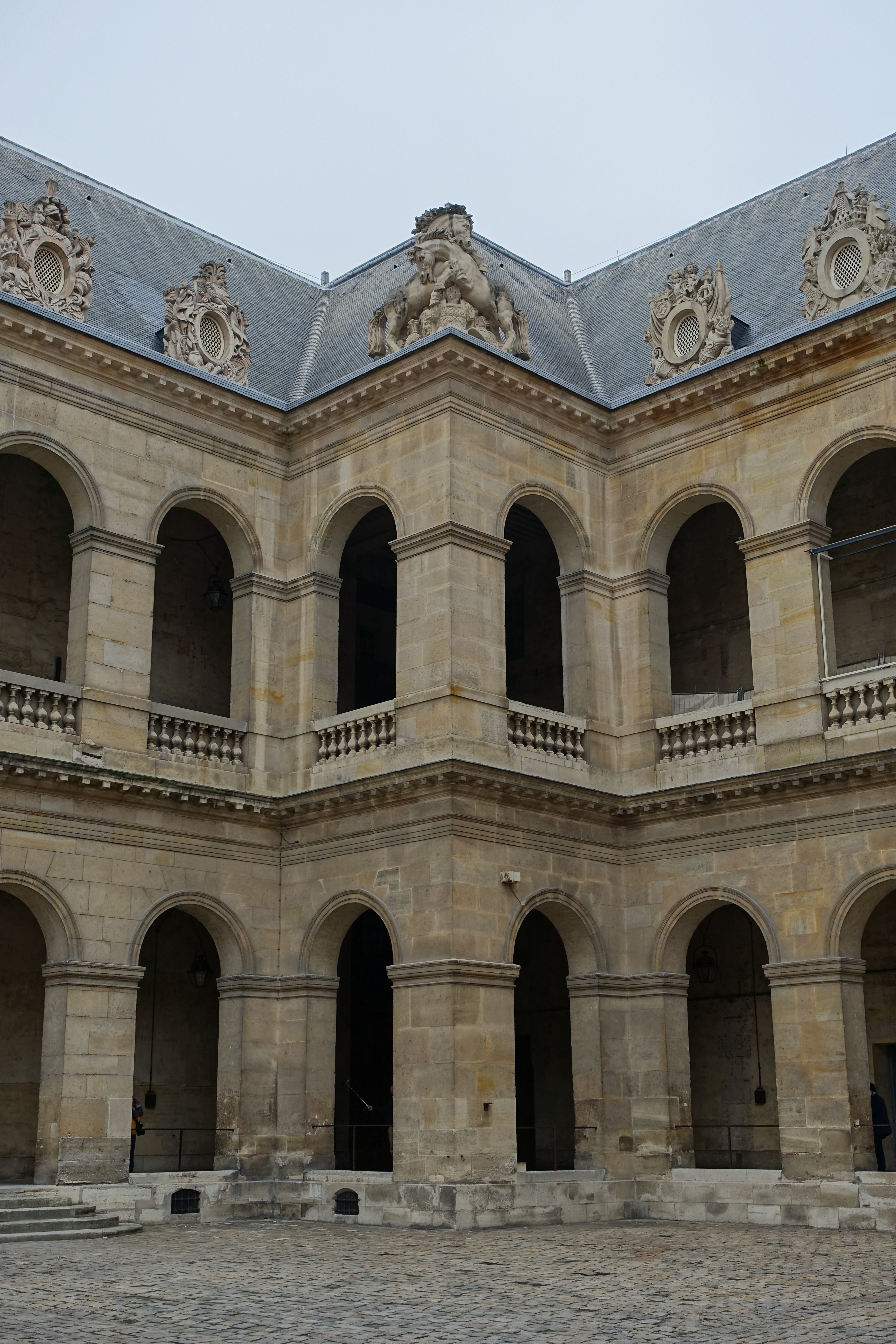
Des groupes de chevaux cabrés se dressent sur les saillants de chacun des petits pavillons d'angle.
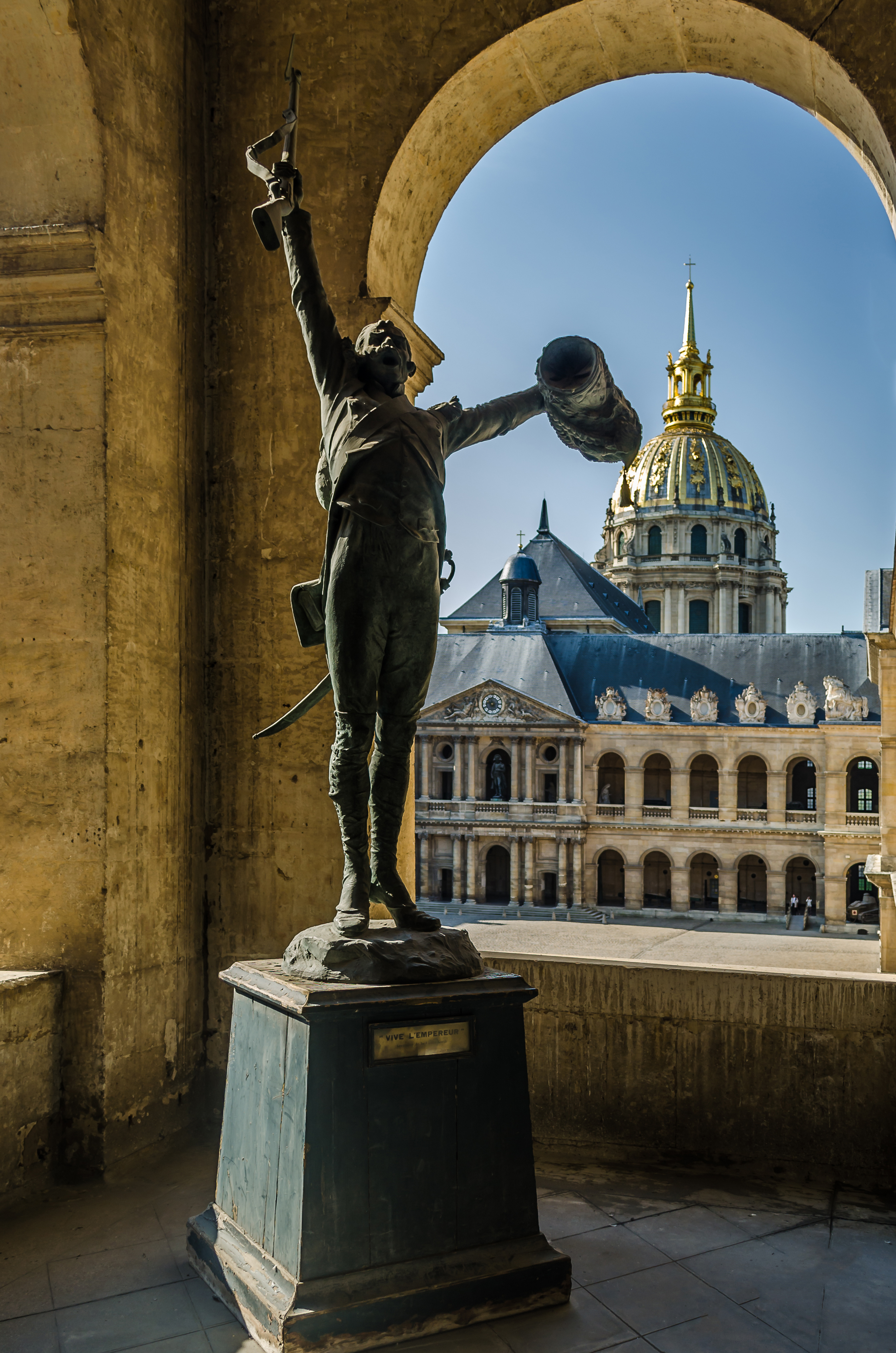
La statue Vive l'Empereur.
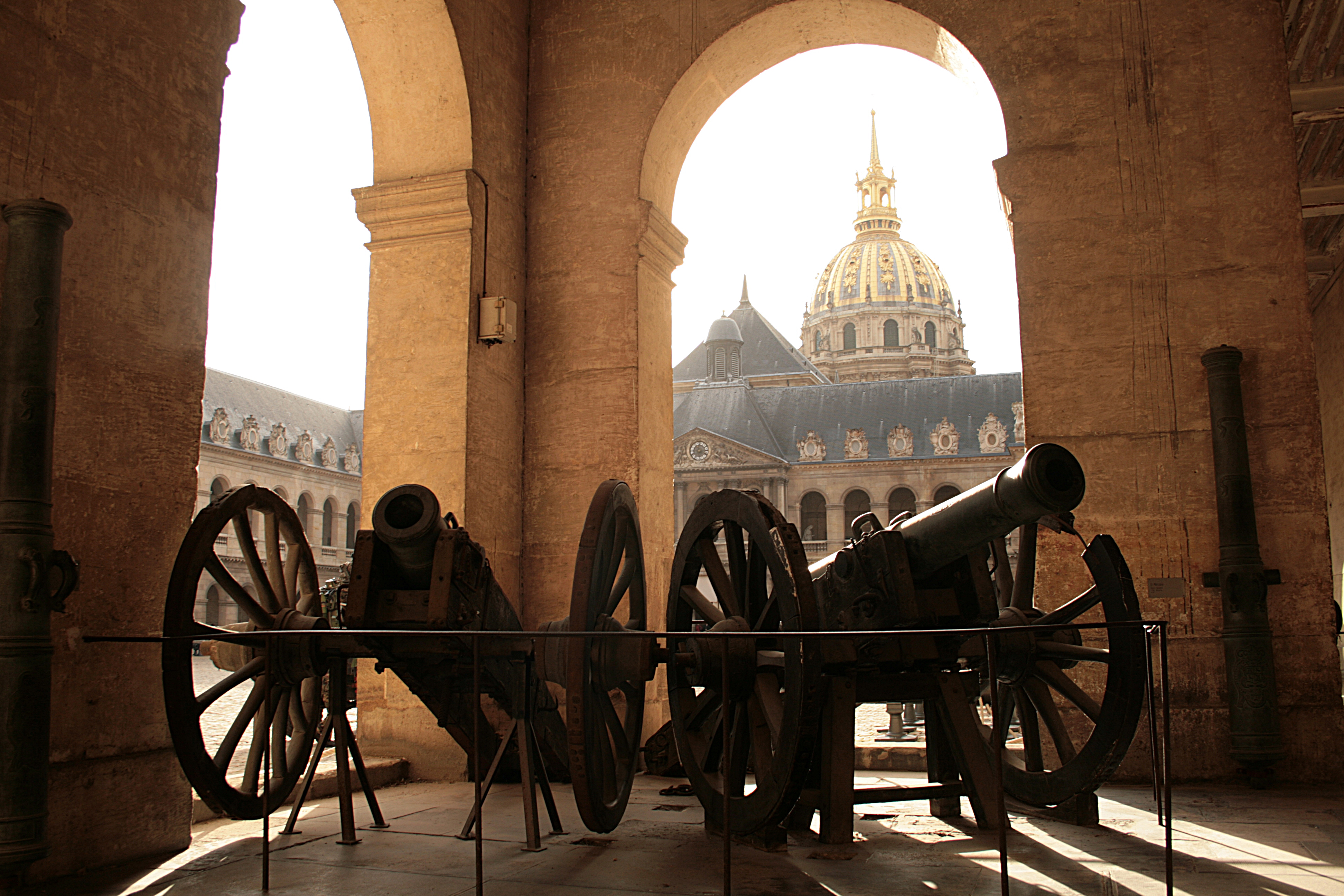
Canons dans une galerie couverte de la cour.
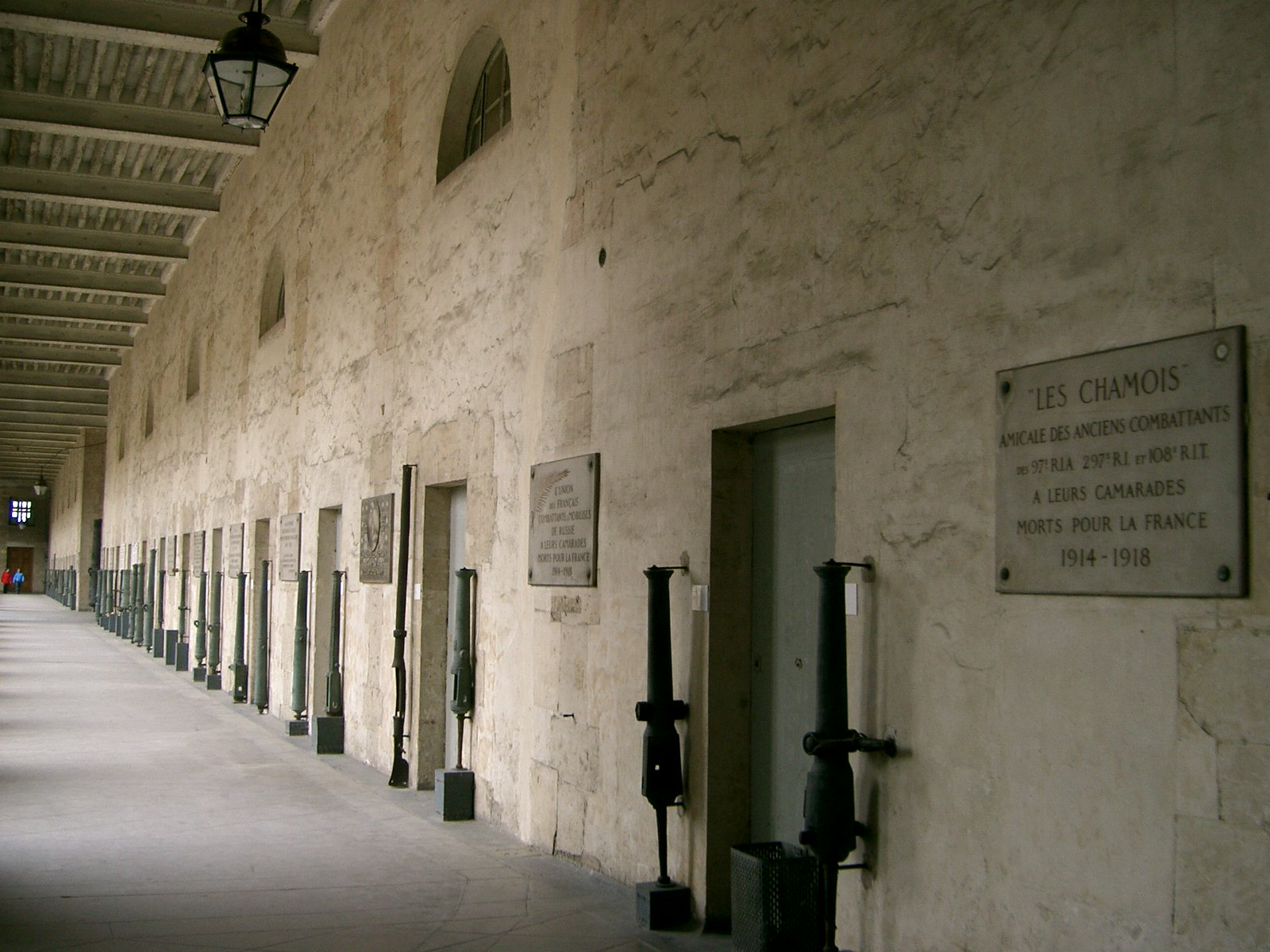
Une des galeries couvertes.
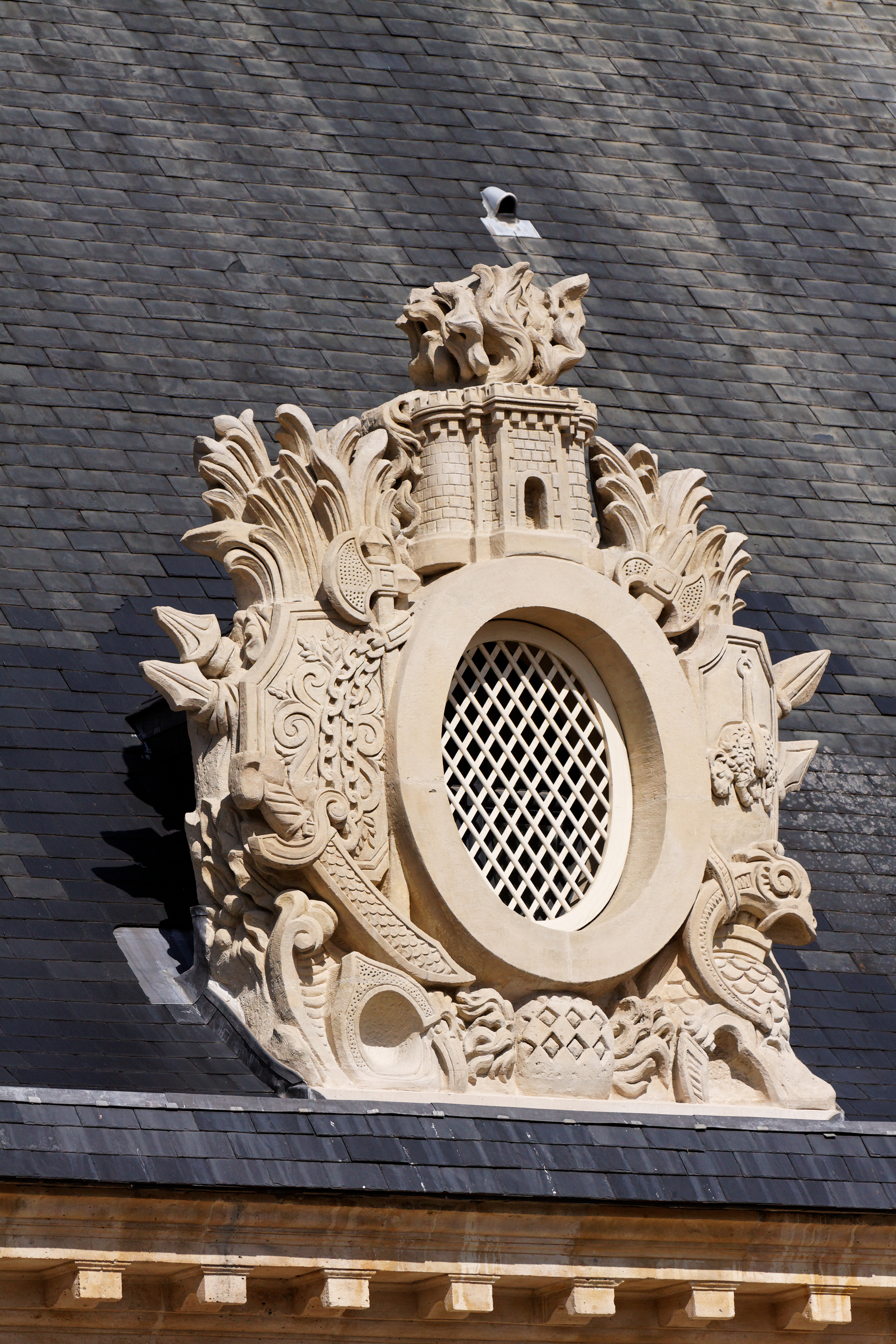
Lucarne ornée.
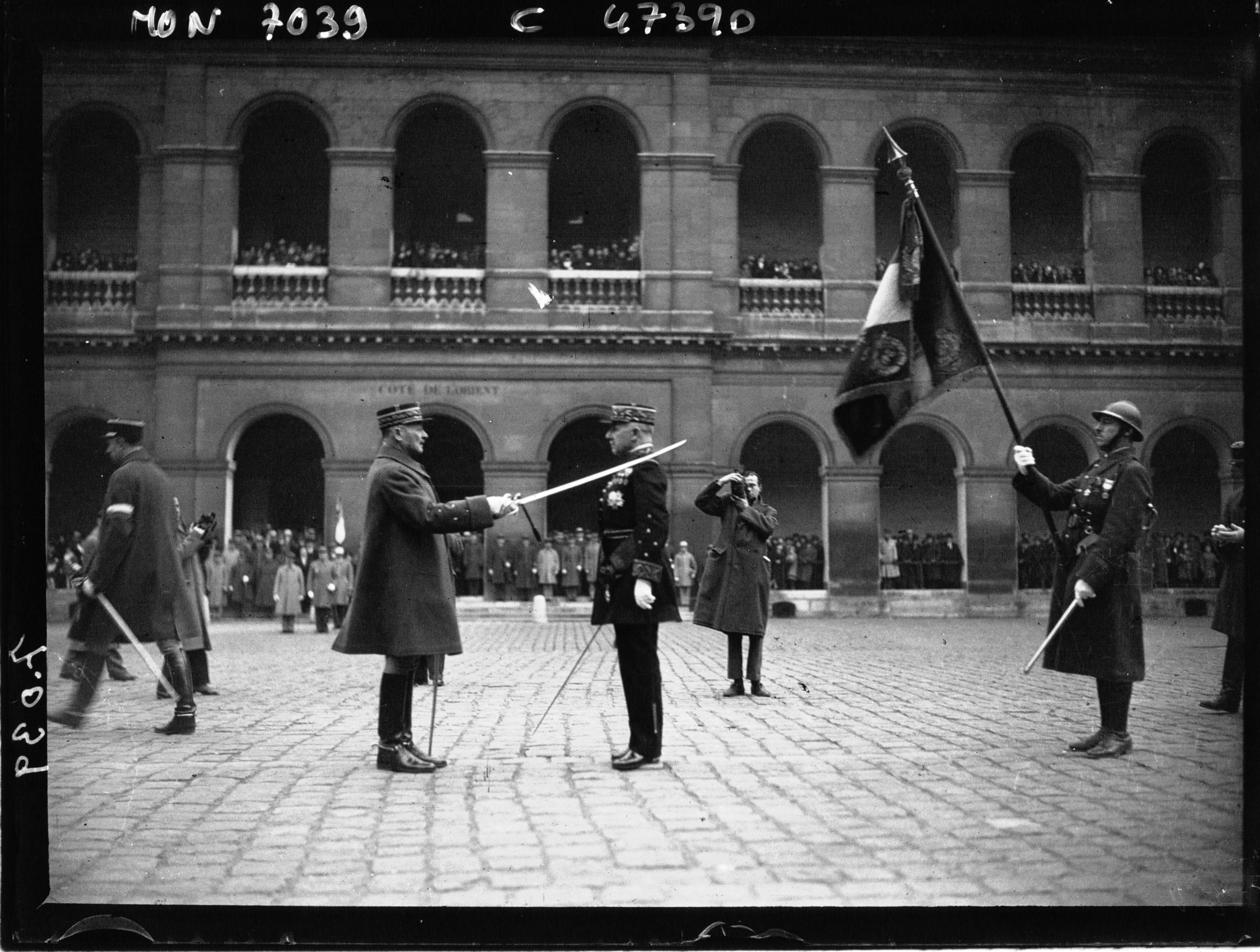
Le général Maxime Weygand faisant le général Julien Dufieux grand croix de la Légion d'honneur en 1933.
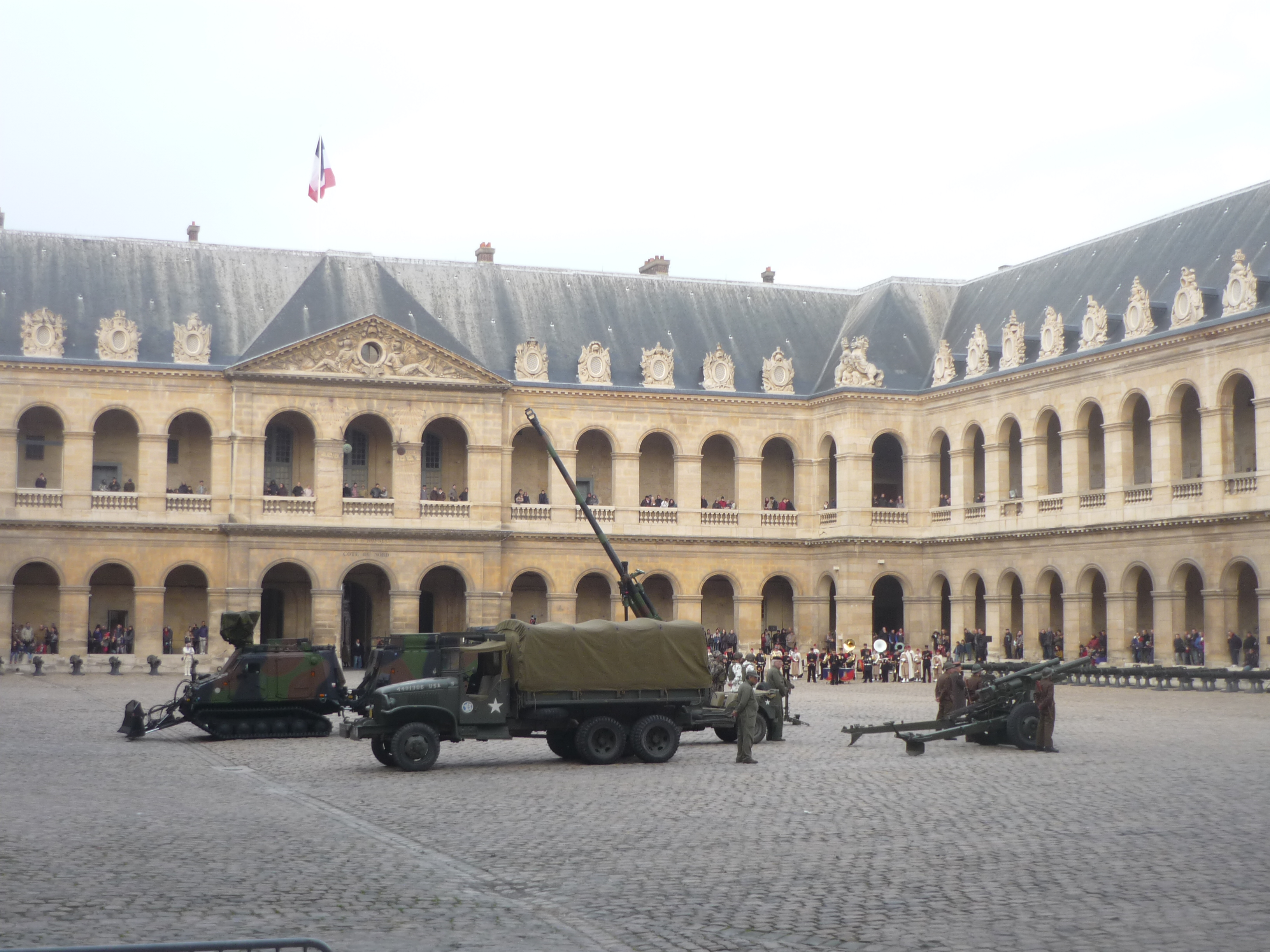
Fête de la Sainte-Barbe dans la cour d'honneur.
La cour d'honneur de l'hôtel des Invalides, numérotée « 1 » sur ce plan.
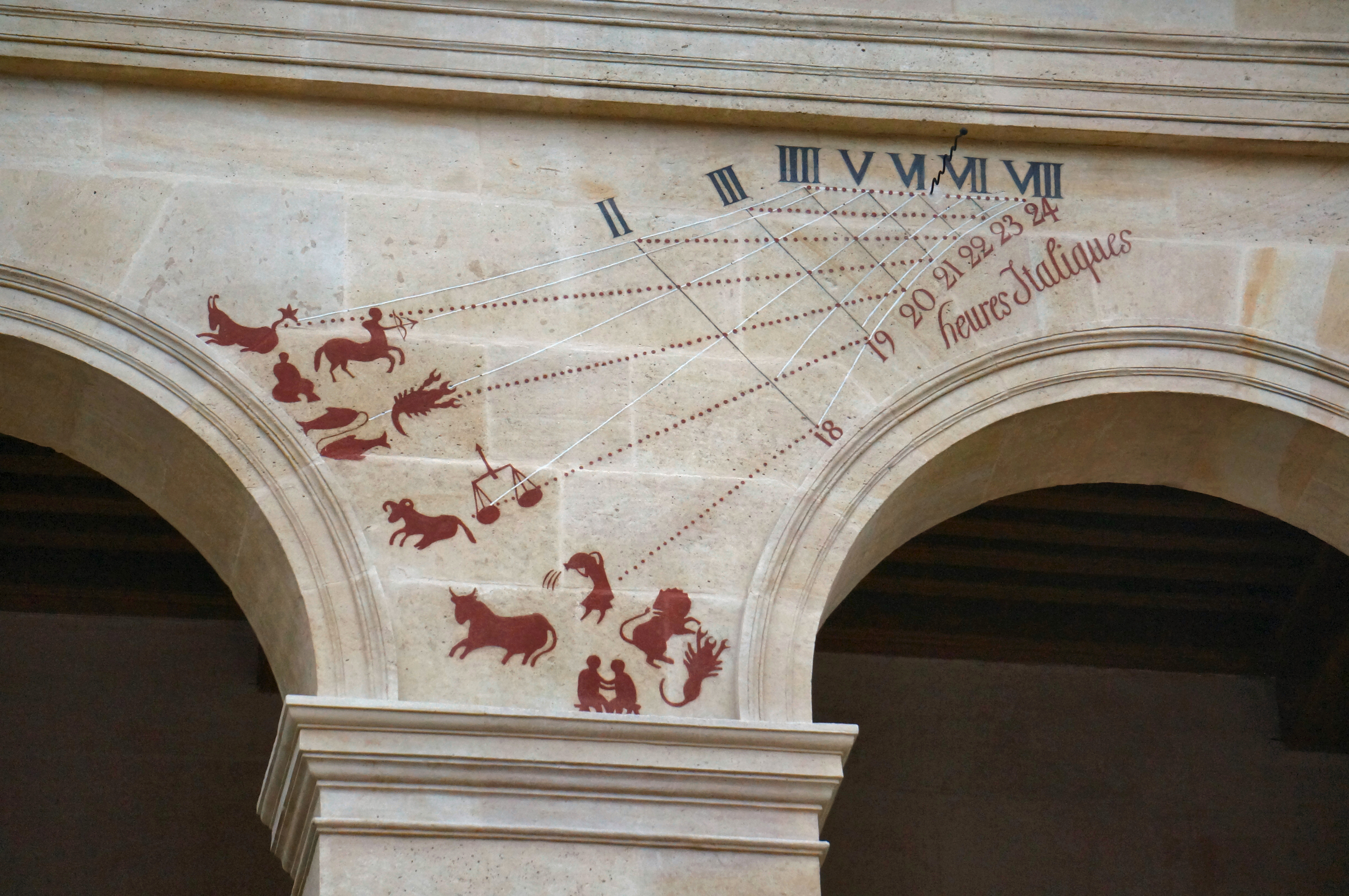
Cadran solaire visible sur l'une des façades.
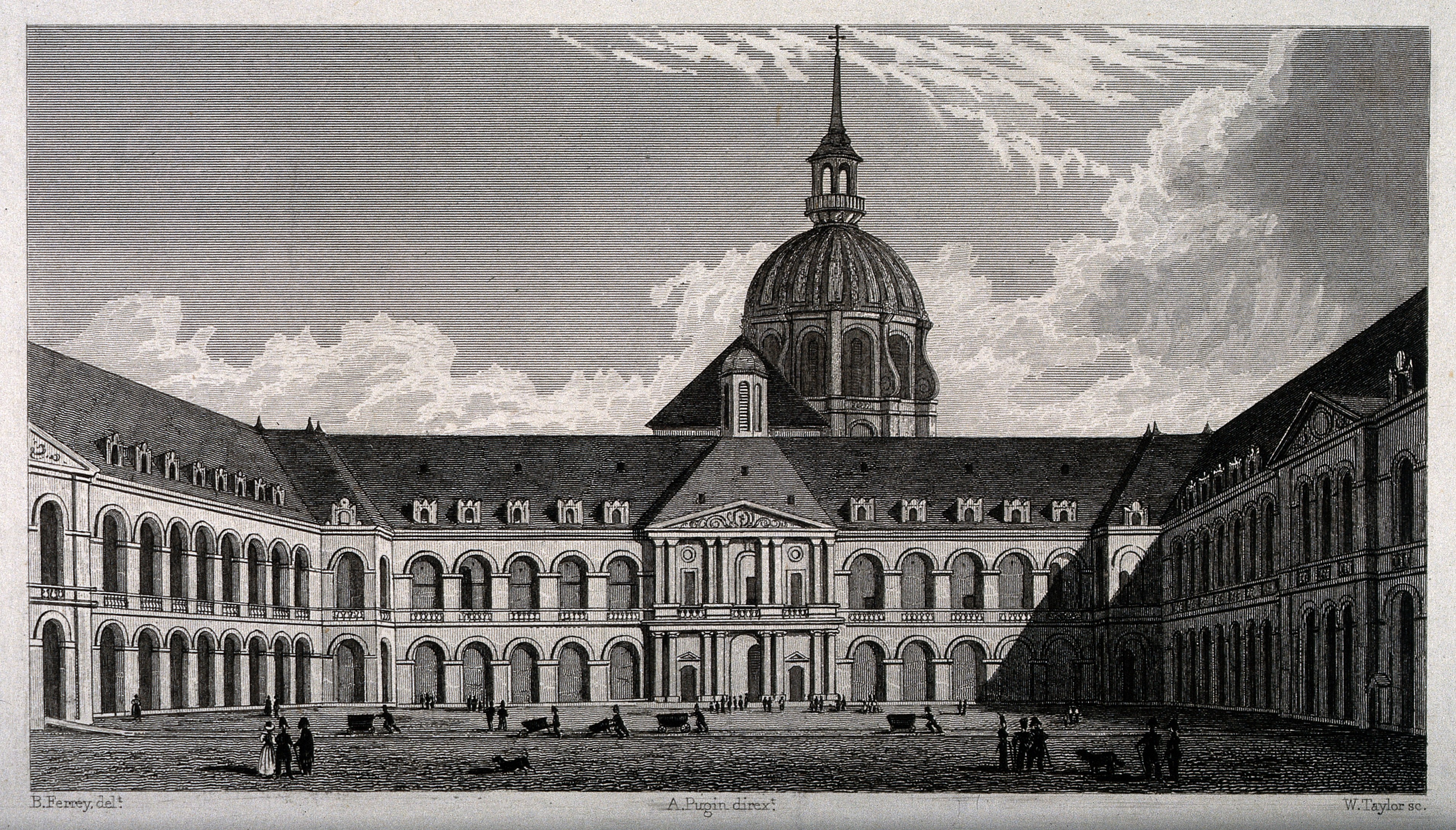